# 108 (szám)
A 108 (száznyolc) a 107 és 109 között található természetes szám. Erősen bővelkedő szám: osztóinak összege nagyobb, mint bármely nála kisebb pozitív egész szám osztóinak összege. Négyzetteljes szám, de nem teljes hatvány, ezért Achilles-szám.

## Egyéb használatai
- A periódusos rendszer 108. eleme a hasszium.

- Kézai Simon szerint a honfoglaló magyaroknak 108 nemzetségük volt.
- A tibedti buddhizmusban a 108-nak kiemelt jelentősége van.